# Білочуб Пантелеймон Федорович
Білочуб Пантелеймон (Пантелей) Федорович (нар. 1892 – пом. 1929) — український військовик, найкраще відомий як один з командирів анархістської Революційної повстанської армії України (РПАУ) під керівництвом Нестора Махна.

## Сім'я, дитинство і юність
Пантелей Федорович Білочуб народився у травні 1892 року в родині азовських греків у селі Старий Крим Маріупольського повіту Катеринославської губернії. Батько Пантелея, Федір Харлампійович Білочуб, помер від сухот, коли дитині було тільки півтора місяці. Овдовіла мати вийшла заміж вдруге, залишивши сина на виховання брату чоловіка, Фемістоклу Харлампійовичу Білочубу, де Пантелей і виріс в оточенні двоюрідного брата і сестер.  
1 травня 1913 року Пантелей одружився з Варварою Кіор, і в тому ж році був призваний до Російської Імператорської Армії. 1 серпня 1914 року у Пантелея і Варвари народилася дочка Катерина.  

## Перша світова війна

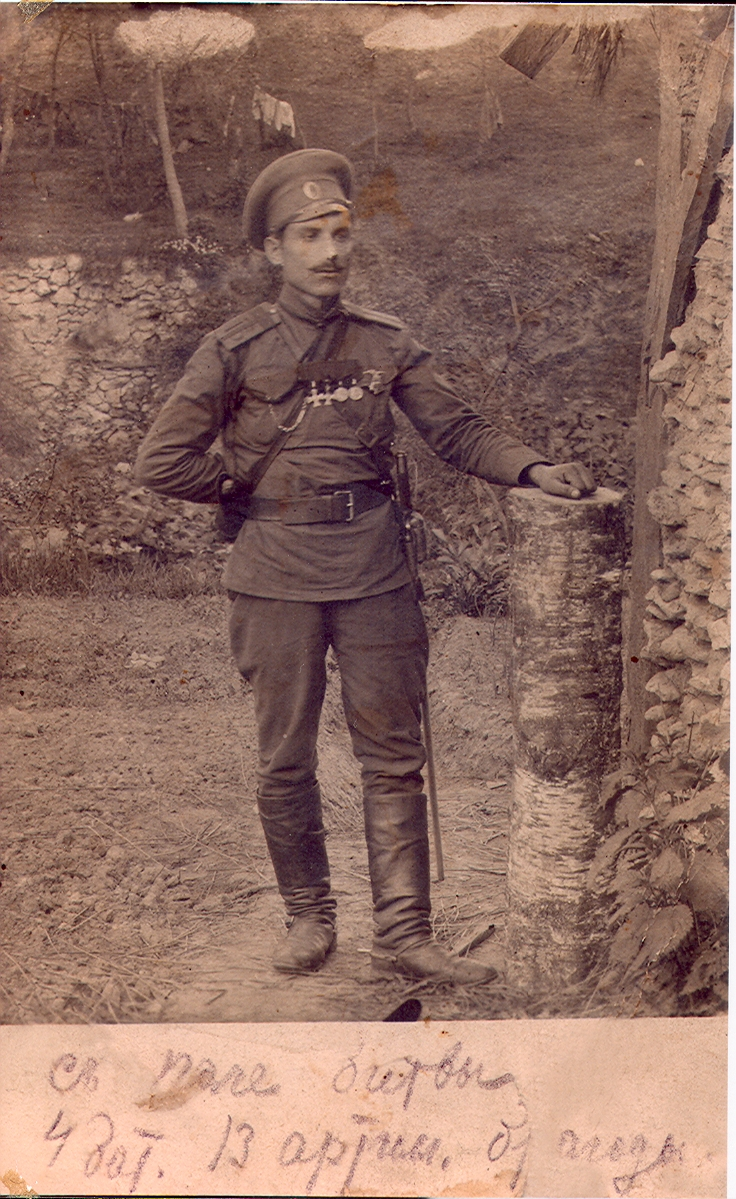
Пантелей Федорович Білочуб на Південно-Західному фронті, червень 1916 року

Перша світова війна застала Пантелея в артилерії. До червня 1916 року він досяг чину підпрапорщика, несучи службу на Південно-Західному фронті в складі четвертої батареї 13-ї артилерійської бригади. За виявлену хоробрість під вогнем ворога нагороджений двома Георгіївськими хрестами і двома Георгіївськими медалями. 
У цей період він отримав досвід роботи з польовою та кінною артилерією, що стало важливим у його подальшій військовій кар’єрі. Наприклад, у січні 1915 року Білочуб заслужив нагороду за успішне наведення артилерійського вогню на наступаючу австрійську піхоту, що дозволило власним силам  перегрупуватися, уникаючи втрат.

## Революція та післяреволюційні війни
Незабаром після Лютневої революції 1917 року Пантелей Білочуб був переведений з фронту до Царського Села як фахівець при формуванні нового артилерійського дивізіону.
 Віктор Білаш, начальник штабу анархістської Революційної повстанської армії України (РПАУ) під командуванням Нестора Махна, пізніше стверджував у своїх мемуарах, що Білочуб приєднався до махновського руху в березні 1919 року.
Швидко просуваючись по службі, восени 1919 року Пантелей Федорович вже командував 2-ю кінною артилерійською батареєю 3-го Катеринославського корпусу Революційної повстанської армії України (РПАУ).

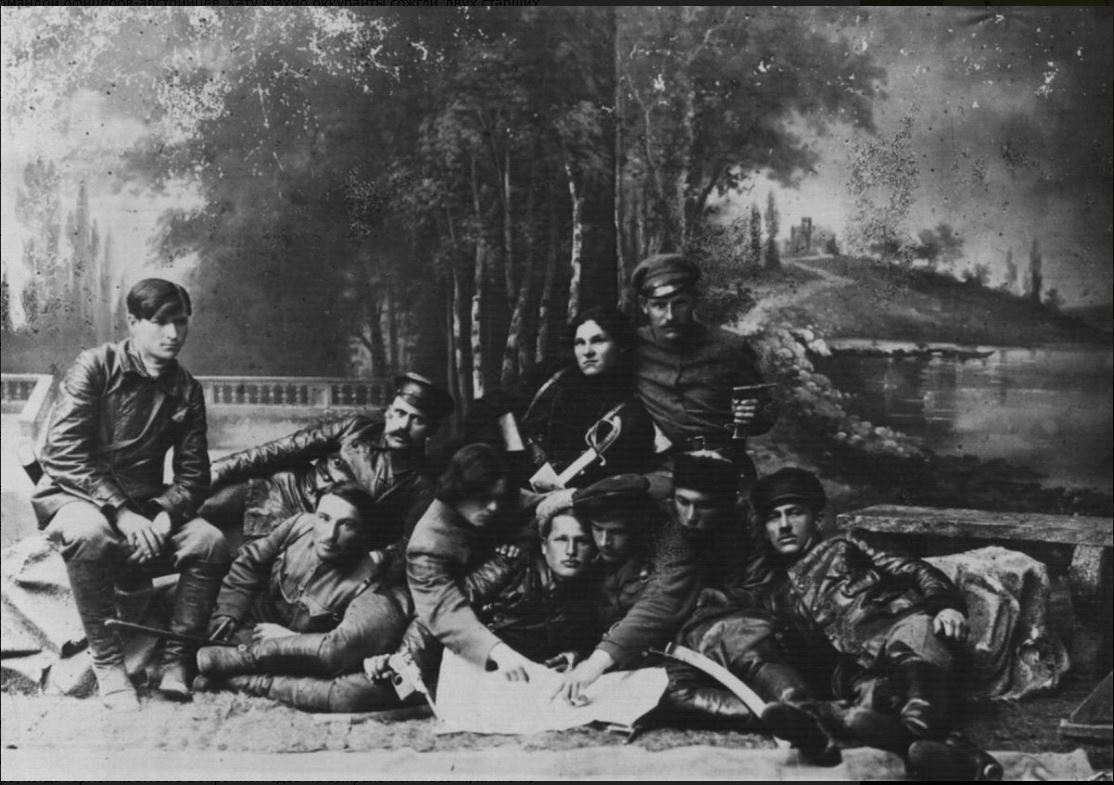
Пантелей Федорович Білочуб (другий зліва) з Нестором Махном та іншими командирами РПАУ в Бердянську, 1919 рік

У жовтні 1919 року РПАУ опинилася на шляху білих армій Денікіна, які відходили на південь під натиском Червоної армії. Намагаючись отримати вигоду з ситуації, що склалася, Нестор Махно атакував білих, проте повстанці-анархісти не змогли протистояти все ще добре організованим частинам Збройних сил Півдня Росії. Незабаром РПАУ була змушена залишити свою "столицю" в Гуляйполі, а потім і усе лівобережжя Дніпра, перейшовши на правобережжя по Кічкаському мосту, недалеко від Олександрівська (нинішнє Запоріжжя), і підірвавши міст за собою. Білий генерал Ревішін припинив переслідування РПАУ, зосередившись натомість на очищенні лівобережжя від розрізнених загонів махновців.
Нестор Махно скористався відсутністю великих білих сил на правобережжі і зробив зухвалий рейд на Катеринослав, узявши місто 10 листопада. Білочуб відзначився під час цього рейду поблизу села Степове, у боях проти підрозділів 2-ї Терської дивізії Збройних сил Півдня Росії 8 листопада 1919 року, і був поранений в цій битві.
При взятті Катеринослава махновці узгоджували свої дії з загонами більшовиків в околицях міста. Оволодівши Катеринославом, два політичні угруповання продовжували співпрацювати, і місцева організація РКП (б) діяла відкрито. В рядах самої РПАУ перебувала значна кількість комуністів. Найбільш відомим із них був Михайло Полонський, який командував полком у РПАУ. Однак це мирне співіснування було перервано арештом Полонського, який був звинувачений в підривній діяльності на користь Червоної армії і в підготовці замаху на Нестора Махна.
Пантелей Білочуб був заарештований махновською контррозвідкою разом з Полонським 2 грудня 1919 року. Явно, Полонський намагався перевербувати Білочуба на сторону червоних, обіцяючи підтримку помічника командувача 11-ї армії РСЧА Івана Федоровича Федько. За спогадами самого Білочуба, він був звільнений того ж вечора після тривалої розмови з Нестором Махном Однак, Полонський і група його спільників були розстріляні, що призвело до різкого погіршення відносин РПАУ з Червоною армією і більшовиками.
Білочуб брав участь в Перекопсько-Чонгарській операції проти білих в складі сил РПАУ у листопаді 1920 року і розділив долю махновців, переслідуваних переважаючими силами Червоної армії по південно-східній Україні та південній частині РРФСР взимку 1920-1921 років. У лютому 1921 року Пантелей Білочуб здався в полон у складі артилерійського підрозділу РПАУ.

## Повоєнне життя
Вийшовши на свободу після декрету ВЦВК від 4 листопада 1921 року «Про амністію» [Архівовано 26 лютого 2020 у Wayback Machine.], Пантелей повернувся у своє рідне село, Старий Крим, де незабаром був обраний головою сільради, яким він і пробув до 1927 року.
Займаючи виборну посаду в Старому Криму в 1920-х роках, Білочуб підтримував стосунки з колишніми соратниками по махновському руху, однак немає жодних свідоцтв, що дозволили б припустити його участь в підпільних анархістських організаціях. Хвиля арештів членів анархістського підпілля в 1924 році не торкнулася його. Пізніше, в 1927 році, при зустрічі з Віктором Білашом, колишнім начальником штабу РПАУ, Білочуб говорив про себе як про «стомленого» анархіста. 

## Спроба повстання і смерть
У 1927 році Пантелей відійшов від справ місцевої влади, повністю зосередившись на власному господарстві. Здавалося, що його повстанське минуле залишилося позаду. Однак багато що змінилося в 1928 році, коли більшовицька влада знову вдалася до масової конфіскації хліба та інших харчових продуктів у селян як колишньої території РПАУ, так і всієї України. Ці конфіскації були передвісником Голодомору, коли під гаслом "суцільної колективізації" уряд СРСР здійснив геноцид, що забрав мільйони життів в Україні в 1932-1933 роках. За даними ОГПУ, Пантелей Білочуб перейшов до активного опору режиму, і спільно зі своїм товаришем по махновському руху, Абрамом Єфремовичем Будановим, став готувати збройне повстання. Білочуб і Буданов створили невеликий загін із десяти чоловік, збирали зброю і боєприпаси. Буданов, працюючи в Маріуполі на металургійному заводі, готував нелегальну публікацію листівок, адресованих промисловим робітникам і селянам. 
Цікаво, що в той же самий час анархістські повстання готувалися і в інших районах України, наприклад колишній голова махновської Революційної Військової Ради, Іван Севастянович Чорнокнижний, готував виступ у Межівському районі Дніпропетровської округи. Чи узгоджували свої дії ці анархістські групи, нам не відомо.
25 листопада 1928 року, напередодні планованого повстання, ОДПУ заарештувало всіх членів групи Білочуба-Буданова. Агенти ОДПУ спочатку тримали Пантелея Федоровича в Маріуполі, а потім перевели його до Харкова для допиту і слідства.
Показовий судовий процес Білочуба-Буданова, що проводився Особливою нарадою при ГПУ УРСР, закінчився 15 квітня 1929 року. Обидва організатора повстання були засуджені до смертної кари. Решта 10 обвинувачених — до 10 років таборів. Дата розстрілу Пантелея Федоровича Білочуба нам не відома.

## Політичні погляди
За часів життя Білочуба анархізм не був цілісною ідеологією в Україні. Натомість це була концепція чотирьох суперницьких напрямків: анархо-синдикалізм, анархо-колективізм, анархічний комунізм та анархо-індивідуалізм. Спроба створити спільну платформу для Набату, Конфедерації анархістських організацій України, врешті зазнала невдачі. Першоджерела не дозволяють віднести погляди Білочуба до жодного з чотирьох сучасних напрямків анархістської думки. Однак можна припустити, що Білочуб не був проти місцевого самоврядування, зважаючи що він брав участь у сільському уряді. Здається, що він не заперечував приватної власності, оскільки володів господарством. 
Спогади Білаша також проливають світло на погляди Білочуба. Наприклад, Білаш стверджував, що Білочуб рішуче заперечував будь-яке примирення з комуністами. Білочуб не мав ілюзій щодо небезпеки боротьби за анархістську справу в умовах радянської держави. Він вважав пропаганду ідей анархізму серед молоді безвідповідальною. На його думку, новачки просто потраплять до в'язниць та таборів, перш ніж зможуть зробити свій внесок. Білочуб вважав, що боротьбу має вести стара гвардія, яка приверне нових рекрутів лише після досягнення певного військового успіху в новій війні.